# Florent Simon Andrieux
Pour les articles homonymes, voir Andrieux.
Florent Simon Andrieux, né à Reims le 22 septembre 1761 et décédé dans la même cité le 14 novembre 1835, était un important négociant en vins de Champagne.

## Biographie
Ce notable des affaires devint président du tribunal de commerce de sa ville. Adjoint au maire de Reims sous l'Empire, il en devint le maire de 1827 à 1832, et demeura ensuite conseiller municipal jusqu'à sa mort. Il fut fait chevalier de la Légion d'honneur le 1er mai 1821.
Il existe une rue Andrieux (Reims).

### Famille
Il est le fils de Simon et de son épouse Nicole Margueritte Dubois. Il épousa Marie Lasnier (1768-1842) et eurent comme enfants :
- Louis Andrieux †1793,
- Adolphe Andrieux †1795,
- Clémentine Andrieux 1796- qui épousait Jean-Baptiste Barbat,
- François Adolphe Andrieux 1798-1809,
- Elisabeth Andrieux 1799-1846.

Ils reposent au Cimetière du Nord. Le salon de Mme Andrieux, où se réunissait la société rémoise, eut son historien en Arthur Barbat de Bignicourt (1824-1888), petit-fils d'Andrieux.

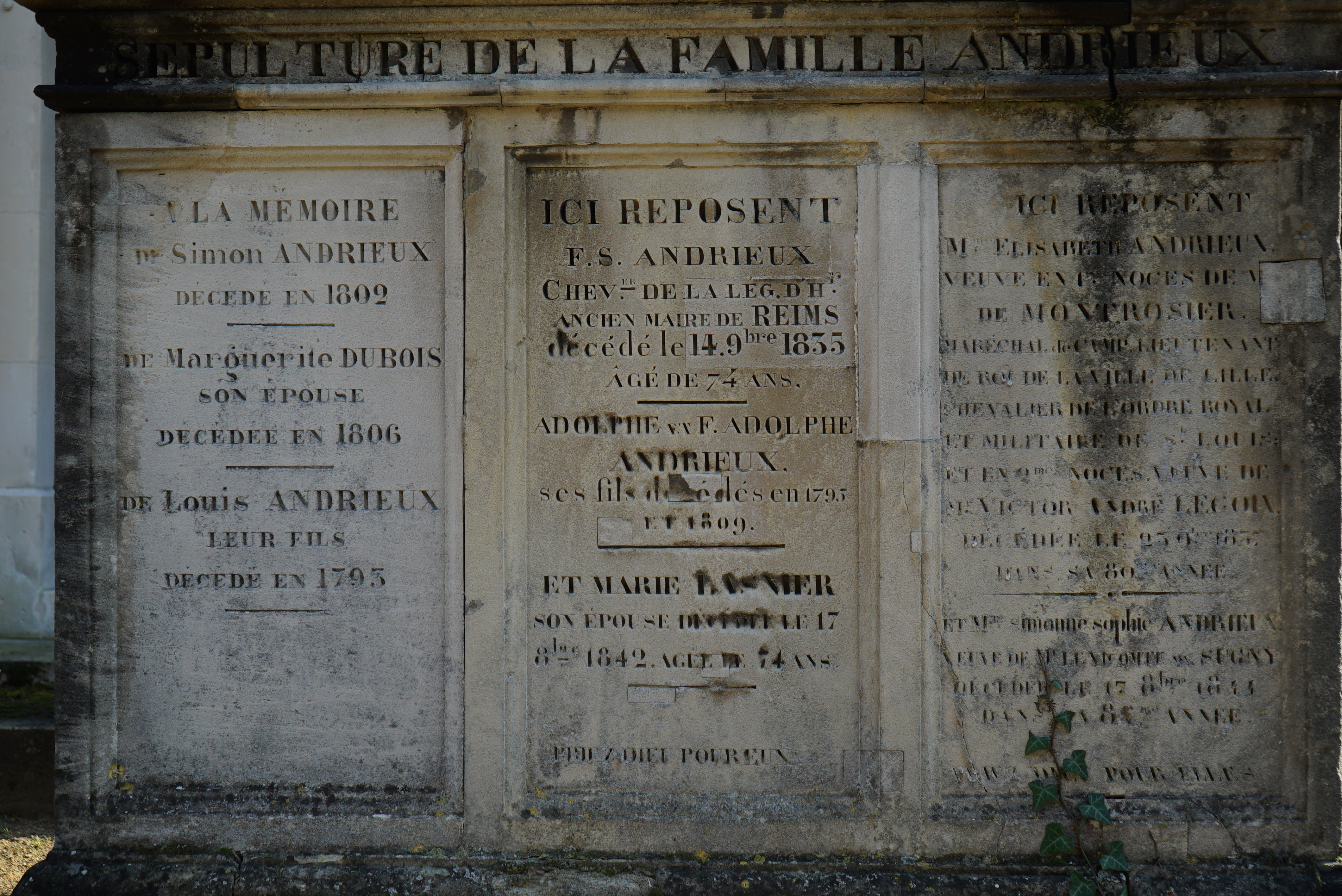
Ici reposent les époux Andrieux.

## Distinction
- Chevalier de la Légion d'honneur (1er mai 1821)